# جدار ترومب

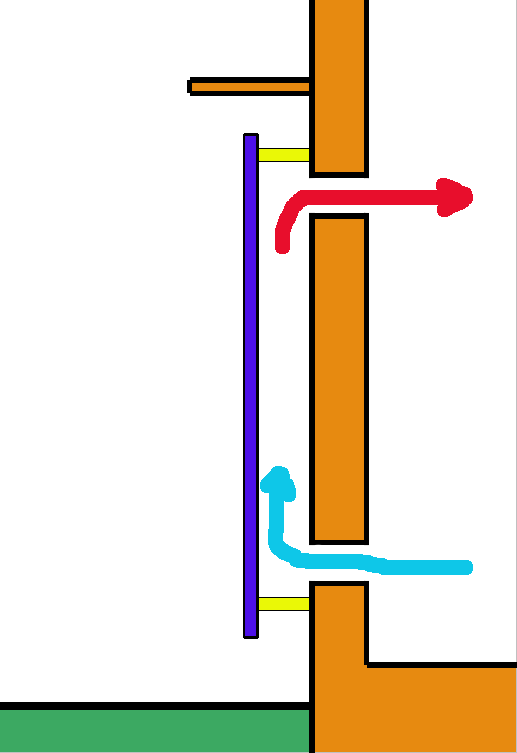
زيادة درجة حرارة المنزل في فصل الشتاء

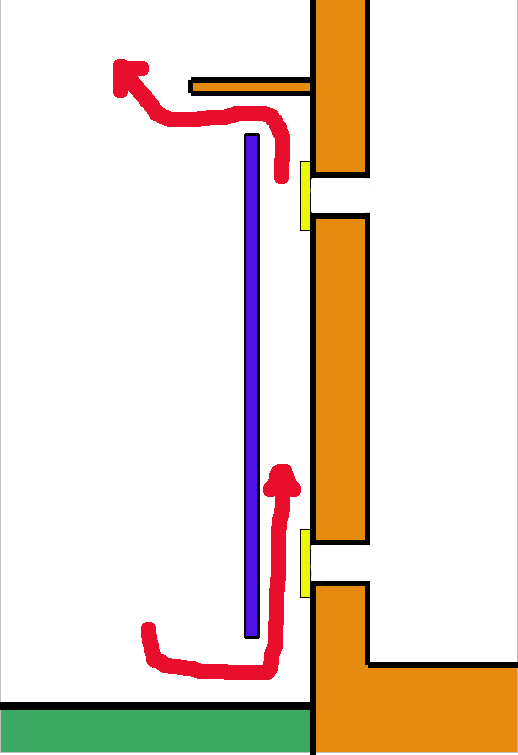
الوضع عندما لا يكون على قيد الاستعمال

جدار ترومب (Trombe wall) جدار Trombe عبارة عن جدار ضخم مواجه لخط الاستواء (في أوروبا وأمريكا الشمالية يكون الحائط مواجها للجنوب) ويكون مطليا بلون داكن لامتصاص الطاقة الحرارية من ضوء الشمس الساقط ، ومغطى بزجاج من الخارج مع فجوة هوائية عازلة بين الجدار والطلاء الزجاجي. عادة يُطلى بلون غامق لتفضيل حركة الهواء الساخن الذي يميل إلى الصعود، يدخل إلى المنزل من فتحات موجودة في الأعلى من اجل السماح بدخول الهواء البارد من المناطق الداخلية إلى غطاء الجدار.
- في الشتاء الفتحات، تبقى مفتوحة طوال اليوم، وتغلق في المساء والليل، الجدار يعيد إلى داخل المنزل الحرارة المتراكمة خلال النهار.
- في الصيف، خلال النهار الفتحات تغلق من جهة وتبقى مفتوحة من جهة أخرى، أما في الليل تفتح الفتحات الداخلية لتسمح بمرور الهواء الساخن من الداخل لى فطاء الجدار. بعد أن يبرد يرجع إلى داخل المنزل من الفتحات الموجودة في اسفل الجدار.

## كيفية استغلال الحرارة الشمسية

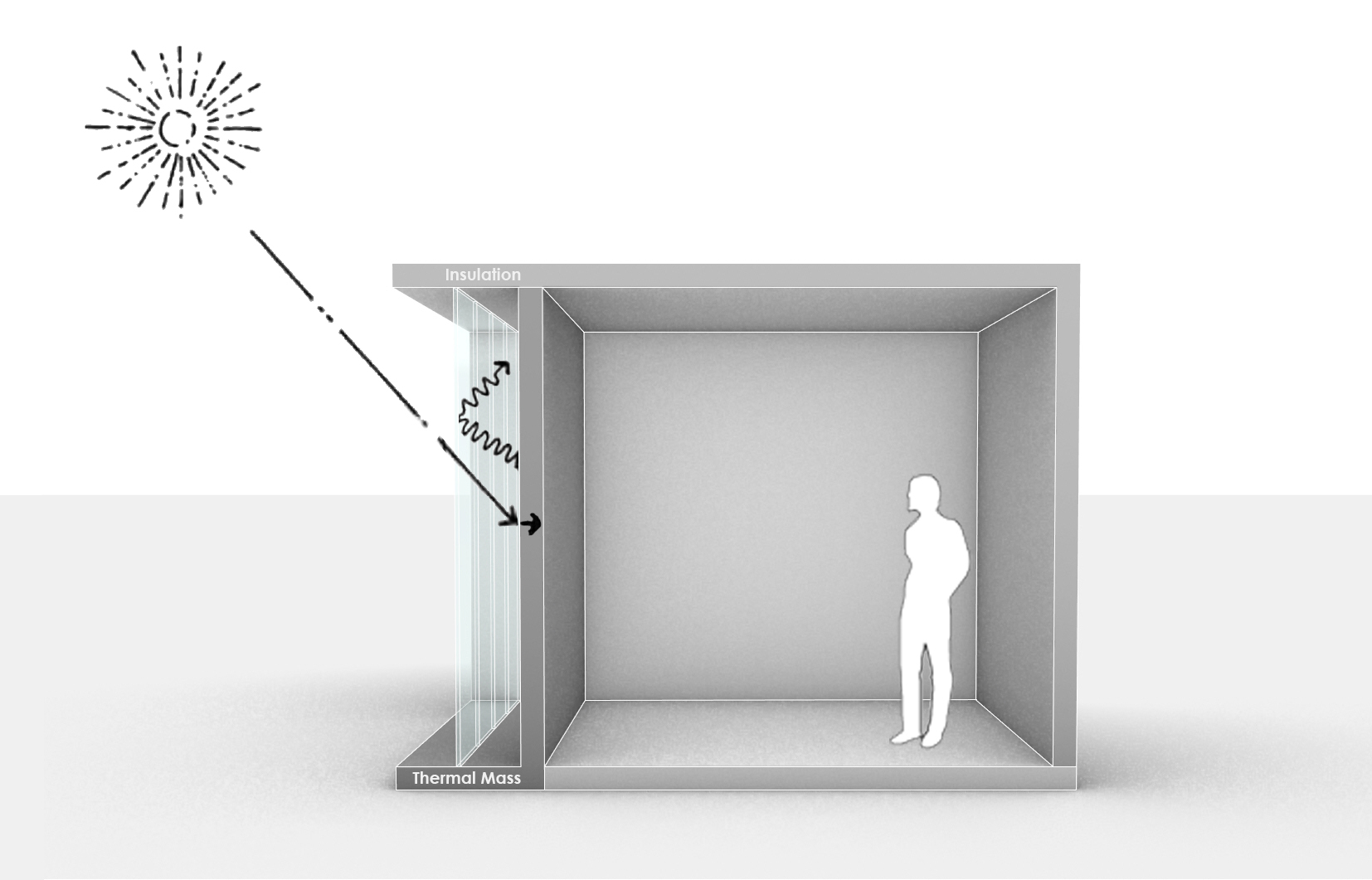
The Trombe wall collects heat during the day.

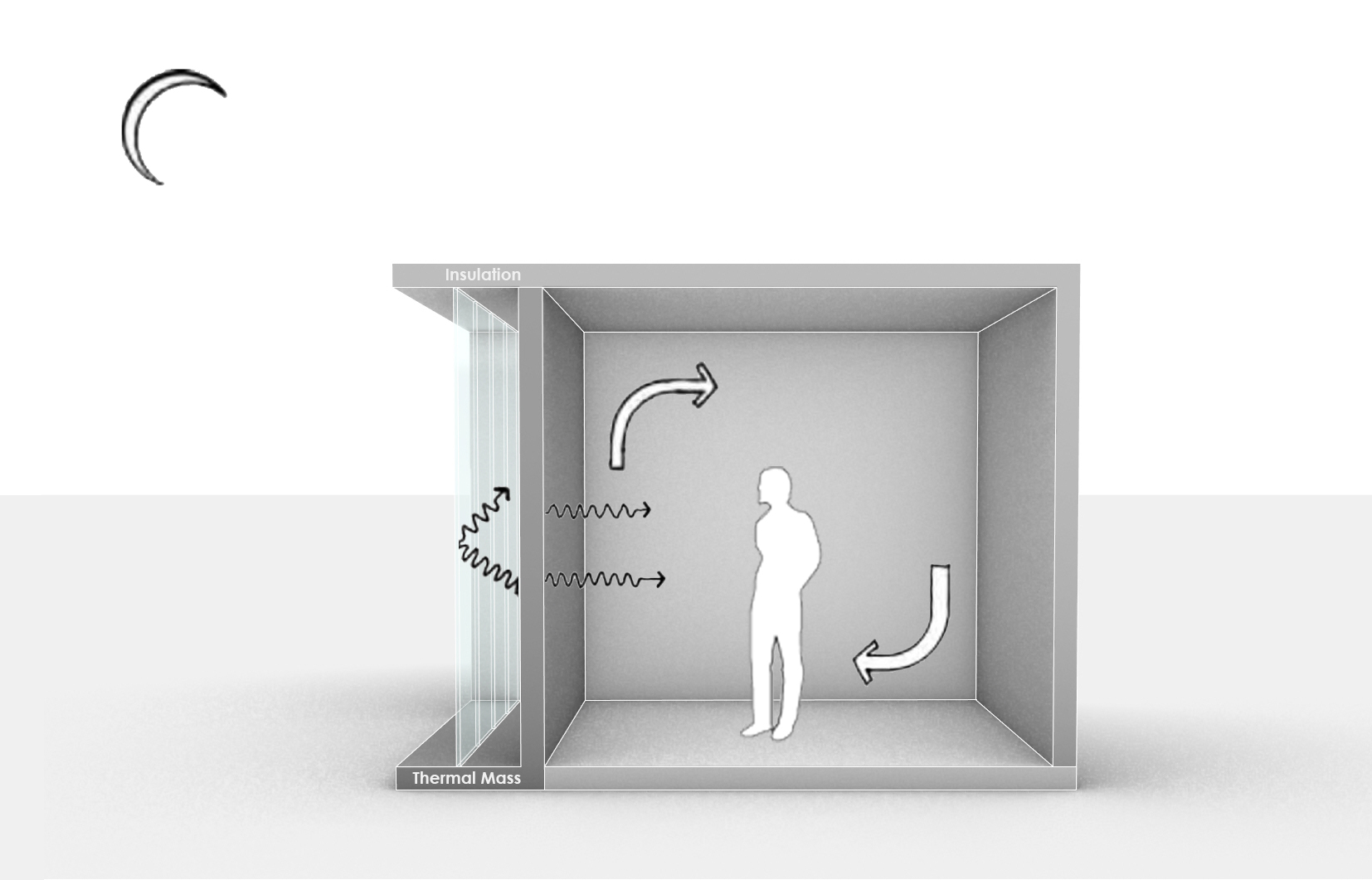
Due to wall's time lag caused by the wall material's heat capacity, most of the heat is released at night.

نظام استخدام الإشعاع الشمسي يمكن تقسيمها إلى إيجابي وسلبي.
- في النظام الأول العناصر مصنوعة من التكنولوجيا مثل الألواح الشمسية التي تستحوذ على الطاقة الشمسية وتحولها إلى حرارة.
- في الثاني، للحصول على مناخ مقبول، يستخدم نفس شكل البناء لاستغلال الحرارة الشمسية : الإشعاع الشمسي يخترق سطح زجاجي، بعد ذلك يمتص ويعاد من هيئة مبهمة موضوعة وراء الزجاج. عادة هذه الهيئة يمكن أن تكون جدار أو ستائر، التي عندما تسخن، تعيد حرارة أكبر من التي امتصتها من البداية.

الفراغ بين السطح الزجاجي والهيئة المبهمة يمكن أن يكون له أبعاد مختلفة: تتراوح من الحائط البسيط، الذي يُسمى "جدار ترومب"، حتى
الدفيئة الزجاجية.